# 绥西站
绥西站，位于黑龙江省东宁县绥西村，是滨绥铁路沿线车站，距哈尔滨站511公里，绥芬河站37公里。建于1899年，原名三岔沟站。现隶属哈尔滨铁路局管辖，为四等站，共有2趟旅客列车经过。